# Мерида (Дисней)
Принцесса Мерида (англ. Princess Merida; гэльск. Mèrida) — главная героиня полнометражного анимационного компьютерного фильма 2012 года студий Disney/Pixar «Храбрая сердцем». Мерида — 16-летняя прекрасная шотландка, дочь короля Фергуса и королевы Элинор. Она смела, храбра, умна, упряма, немного эгоистична. За спиной она носит лук, подаренный ей отцом. Имеет друга: коня Ангуса.

## Внешний вид
У Мериды постоянно запутанные кудрявые рыжие волосы и небесно-голубые глаза, светлая кожа и стройное тело. Её наряд — тёмно-бирюзовое традиционное платье из хлопка, с прорезями для стрельбы из лука. Когда лорды прибыли для игр, она была одета в бирюзовое шёлковое платье с длинными рукавами в средневековом стиле. Она также носит чёрный плащ с золотой пряжкой. Лук Мериды перекинут за спину, через плечо, со стрелами в коричневом кожаном колчане вокруг её талии. В финальной сцене Мерида носит тёмно-синее платье со светло-зелёными узорами.

## Разработка
Мерида является первой главной женской героиней от Pixar (этот факт обыгран в мультфильме "Ральф против Интернета": по словам диснеевских принцесс, Мерида пришла к ним "из другой студии"). Мерида получила хорошие отзывы от критиков; её назвали «глотком свежего воздуха среди диснеевских принцесс» и признали хорошим образцом для подражания для девочек. Журнал Empire описал Мериду как современную девушку в древнем мире. Мерида была включена CNN в список «Топ Женских анимированных героинь». Она была описана как «сказочная феминистка»; феминистками и критиками был отмечен тот факт, что принцесса не нуждается в возлюбленном. Entertainment Weekly назвал Мериду пылкой шотландской принцессой с дикими рыжими волосами. Критики также отметили волосы Мериды как символ её независимого духа.
Мериду озвучивает актриса Келли Макдональд. Макдональд была нанята, чтобы заменить Риз Уизерспун, которой была отведена роль Мериды изначально.